# نان تنور
نان تنور یا تندوری (به عربی: خبز تنور، ارمنی: թոնիր հաց tonir، آذربایجان: Təndir çörəyi، گرجستان: თონის პური، قزاقستان: тандыр нан tandyr، قرقیزستان: тандыр нан tandyr، تاجیک: нони танурй، ترکی: Tandır ekmeği، اویغور:тонур нан، ازبک: tandir non) یک نوع ورآمدن و پختن نان در اجاقی از جنس خاک رس است.
در پاکستان، به ویژه در خیبر پختونخوا و مناطق پنجاب، نان تنور توسط چوب یا زغال چوب در کوره‌های خاک رس آماده می‌شود که بسیار خواهان دارد. این نان تنور آماده به عنوان نان تندوری شناخته شده‌است.

## نگارخانه

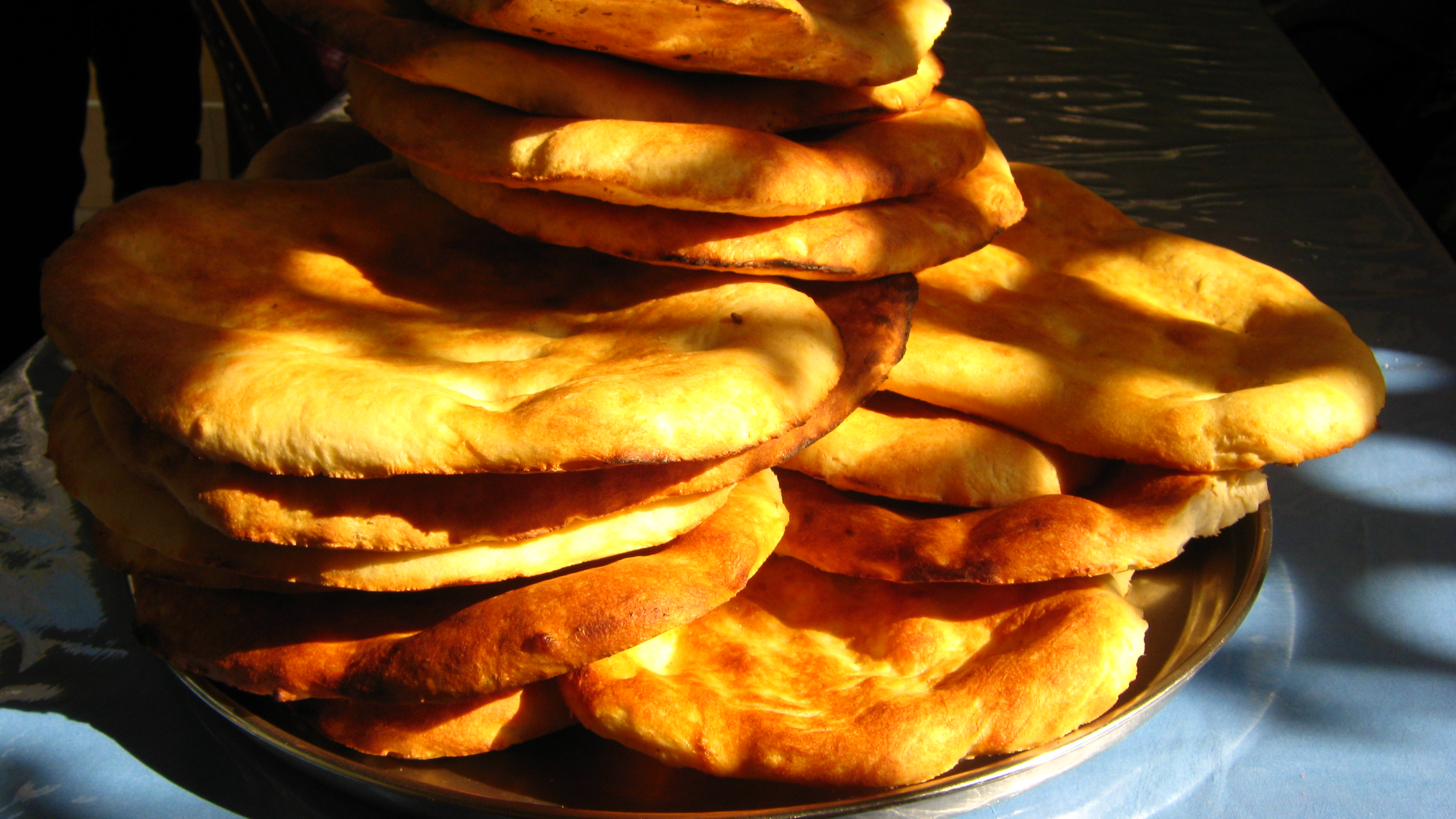
نان تنور آماده
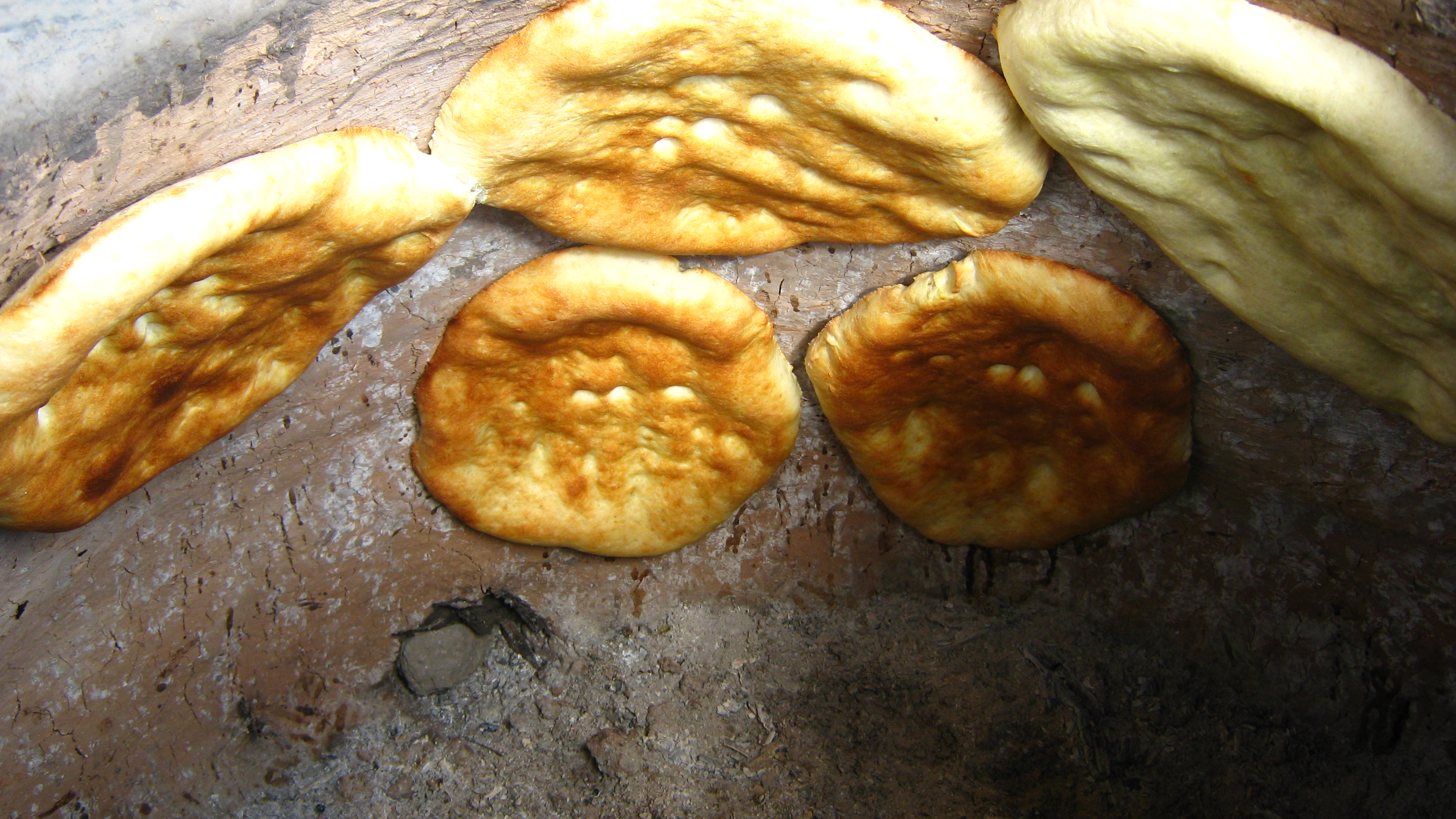
پخت نان تنور در جمهوری آذربایجان
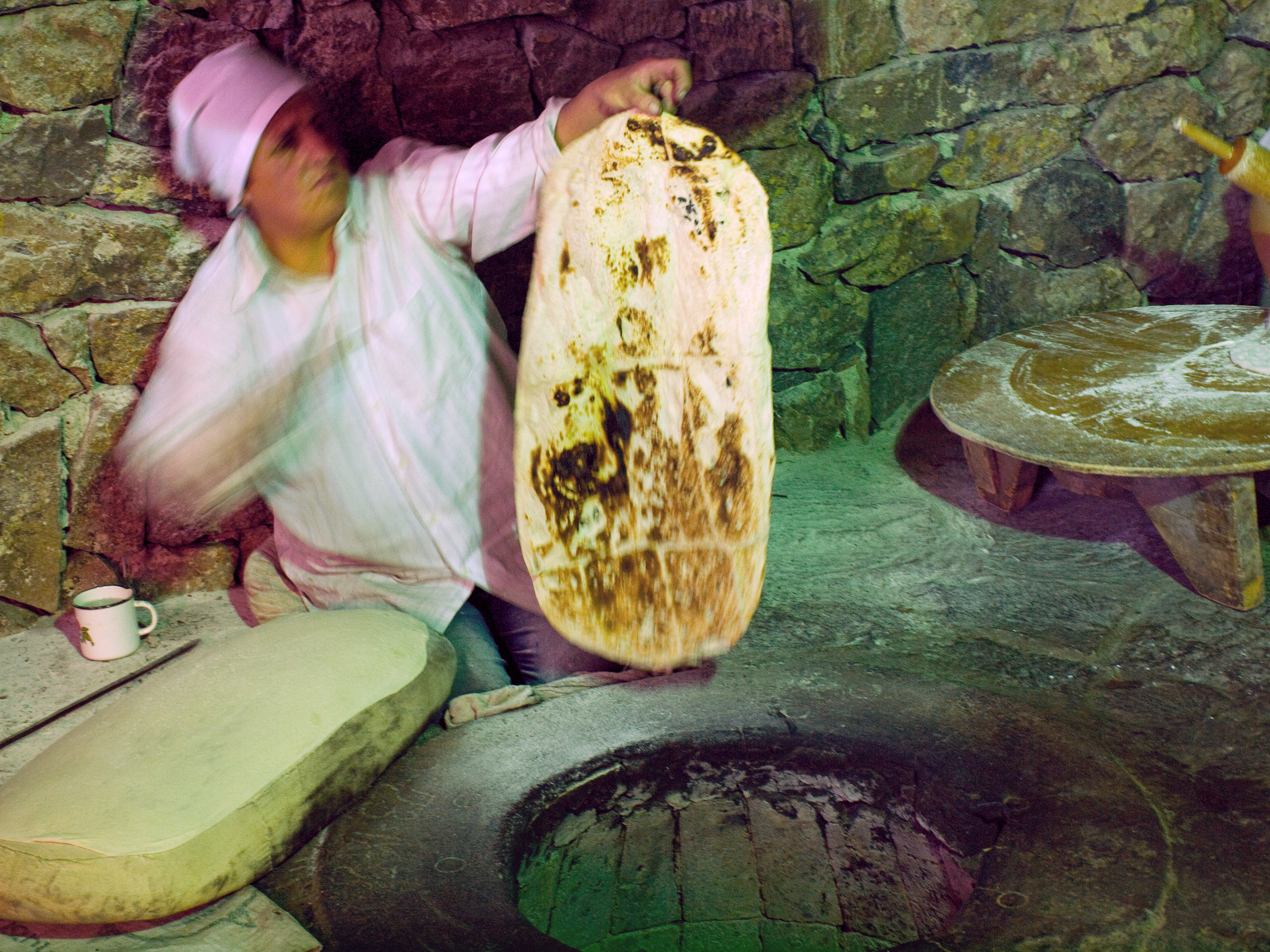
لواش پخته شده در تنور، ارمنستان
پوری تونیز در گرجستان پوری تونیز در گرجستان